# William Hill (Buchmacher)
William Hill plc ist einer der größten Buchmacher im Vereinigten Königreich. Der Hauptsitz des Unternehmens verteilt sich auf die beiden Geschäftsstellen im Londoner Vorort Wood Green und in der Nähe von Harehills in Leeds, West Yorkshire. William Hill ist an der Londoner Börse gelistet und war sowohl Bestandteil des FTSE 100 Index als auch später des FTSE 250 Index. Am 2. August 2013 wurde der Börsenwert des Unternehmens mit 4,07 Milliarden Pfund angeführt.

## Geschichte
Das Unternehmen wurde im Jahre 1934 von William Hill gegründet, zu einer Zeit, als Glücksspiel in Großbritannien noch illegal war. Die Unternehmensführung wechselte mehrmals, 1971 wurde William Hill von Sears Holdings gekauft, 1988 übernahm Grand Metropolitan und ein Jahr später schließlich Brent Walker.
Im September 1996 hatte Brent Walker lediglich 117 der insgesamt 685 Millionen Pfund der Übernahmekosten von William Hill wieder hereingeholt, als sich herausstellte, dass Grand Metropolitan die Gewinnbilanz des Unternehmens zum Verkaufszeitpunkt beschönigt hatte.
Nach einer Untersuchung durch die Strafverfolgungsbehörde Serious Fraud Office und der Verhängung von Freiheitsstrafen für zwei der Geschäftsführer, musste Brent Walker mit über 1,3 Milliarden Pfund Schulden Bankrott erklären. Daraufhin beschloss die japanische Investmentbank Nomura 1997 eine fremdfinanzierte Übernahme im Wert von 700 Millionen Pfund.
Der geplante Börsengang wurde im Februar 1999 aufgrund "mangelnden Interesses" abgesagt und Nomura gab die Unternehmensführung für 825 Millionen Pfund an die Risikokapitalgeber Cinven und CVC Capital Partners weiter.
Seit 2002 ist das Unternehmen schließlich an der Londoner Börse gelistet. Nur ein Jahr später erhielt CEO David Harding einen Bonus in Höhe von 2,84 Millionen Pfund, was ihn zur Nummer 5 der bestbezahlten Geschäftsführer des Jahres im Vereinigten Königreich machte.
2002 kaufte das Unternehmen die Windhunderennbahn Sunderland Greyhound Stadium, 2003 kam das Windhundstadion Brough Park dazu.
Im Juni 2004 musste CEO David Harding zur Finanzierung seiner Scheidung Aktien im Wert von 5,2 Millionen Pfund verkaufen. Dies hatte einen rapiden Absturz der Börsenkurse und eine Verringerung des Unternehmenswerts um 75 Millionen Pfund zur Folge.
2005 kaufte William Hill von Stanley Leisure 624 Wettbüros im Wert von 504 Millionen Pfund im Vereinigten Königreich, in Irland, Jersey und auf der Isle of Man. Die Übernahme katapultierte das Unternehmen vorbei an Ladbrokes auf die Führungsposition in der britischen Wettbranche, allerdings nur in Bezug auf die Anzahl der Wettfilialen, nicht beim Umsatz. Weil die Marktregulierungsbehörde Office of Fair Trading wettbewerbswidrige Praktiken befürchten musste, wurde von William Hill der Verkauf von 78 der 624 Stanley-Büros verlangt.
Inmitten der Befürchtungen, dass William Hill zu viel für die Stanley-Filialen bezahlt hatte, wurde das Unternehmen im Dezember 2005 aus dem britischen Aktienindex FTSE 100 Index gestrichen.
Im November 2008 ging William Hill eine Zusammenarbeit mit Orbis (zuletzt OpenBet) und dem israelischen Softwareunternehmen Playtech ein, um die schlechten Zahlen im Online-Sektor zu verbessern. Im Rahmen des Vertragsabschlusses zahlte William Hill für diverse Vermögenswerte und Tochtergesellschaften 144,5 Millionen Pfund an den Gründer von Playtech, Teddy Sagi. Dazu gehörten auch verschiedene Online-Casino Websites, die auch heute noch von William Hill unter dem Namen WHG betrieben werden. Playtech erhielt 29 % der Anteile am neuen William Hill Onlinegeschäft.
Das frühere Inhouse-System wurde verworfen, was Abschreibungen in Höhe von 26 Millionen Pfund nach sich zog. Als Playtech im Juni 2009 aufgrund einer Gewinnwarnung ein Viertel seines Börsenwerts einbüßte, stellte sich William Hill hinter seinen Partner.
Am 30. September 2020 wurde bekannt, dass Caesars Entertainment das Unternehmen für 2,9 Milliarden Pfund übernehmen wird. Am 10. September 2021 wurde bekanntgegeben, dass William Hill Europa für 3,36 Milliarden Euro an 888 Holdings verkauft wird.

## Geschäftsfelder

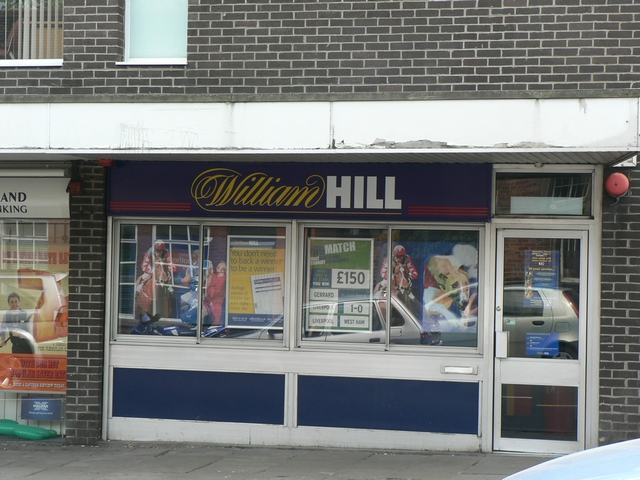
William Hill Wettbüro in Headingley, Leeds.

Das Unternehmen mit Hauptsitz im Vereinigten Königreich, Irland und Gibraltar ist weltweit tätig und beschäftigt ca. 16.600 Mitarbeiter. Wetten können telefonisch, im Internet oder in einem der 2300 lizenzierten Wettbüros im Vereinigten Königreich abgeschlossen werden. Als größter Anbieter im Vereinigten Königreich hat das Unternehmen einen Marktanteil von 25 Prozent im Vereinigten Königreich und in Irland. 2007 wurden über die Callcenter in Rotherham, South Yorkshire, 125.000 Telewetten für das berühmte Pferdehindernisrennen Grand National abgegeben. Laut Unternehmensangaben nehmen die Wettbüros an einem durchschnittlichen Tag über eine Million Wettscheine entgegen.
Neben Online Sportwetten bietet das Unternehmen Online-Casinospiele, „Geschicklichkeitsspiele“, Online Bingo und Onlinepoker. Seit dem Gambling Act 2005 sorgen die steigenden Gewinne, die mit Spielautomaten erzielt werden, für einen Ausgleich der Umsatzeinbrüche in anderen Bereichen.
2004 betrieb William Hill über zwei Jahre einen eigenen Kabelfernsehsender. Dieser wurde von einem Inhouse-Live-Stream, der in den Geschäftsgebäuden in Leeds aufgezeichnet und direkt in die Wettbüros übertragen wird, abgelöst. Zusammen mit dem hauseigenen Radiosender stellt der Live-Stream ein einzigartiges Serviceangebot für potenzielle Wettkunden dar.
Im August 2010 startete William Hill ein Schulungsprogramm für über 10.000 Mitarbeiter, um Wetten Minderjähriger in den lokalen Wettbüros zu verhindern.
Für seinen Umgang mit den Angestellten stand das Unternehmen in der Kritik der Gewerkschaften Community und Unite. Gerügt wurde vor allem die Tatsache, dass Mitarbeiter teilweise ganz allein in einem Wettbüro tätig und damit erhöhten Gefahren ausgesetzt seien, sowie die Forderung nach unbezahlten Überstunden.
Von 2001 bis 2009 bezahlte William Hill dem Abgeordneten George Howarth jährlich 30.000 Pfund für seine Tätigkeit als parlamentarischer Berater. Noch während er auf der Gehaltsliste von William stand, stellte er einen Änderungsantrag für den Haushaltsplan 2003, in dem er eine härtere Besteuerung von Wettbörsen mit Direktvertrieb forderte. Infolge des Spesenskandals musste Howarth 2009 von seinem Amt zurücktreten.

## William Hill Media
Die News-Website des Unternehmens fungiert als Schwester-Kanal der Sportwettenseite und bietet Interviews aus den Bereichen Online-Sport und Pferderennen neben zahlreichen Extras und anderen Inhalten.
In den Wettbüros und über das Internet stellt William Hill verschiedene interaktiven Medienformate zur Verfügung. William Hill Radio, der Echtzeit-Sender für Pferderennen, liefert seit über zehn Jahren Live-Berichterstattung, Aktuelles und Prognosen. Sowohl von der neuen Website als auch über iTunes können mehrere Audio- und Video-Podcasts heruntergeladen werden. Im Juni 2010 erweiterte William Hill das Angebot um einen In-Play-Radiosender für Sportwettenübertragungen.
William Hill berichtet täglich live aus einem Studio in den Bürogebäuden in Leeds direkt in sämtliche Wettbüros im Vereinigten Königreich – diese Art der Werbung ist im Glücksspielsektor bis heute einmalig.

## Internationale Aktivitäten
2009 verlegte William Hill aus steuerlichen Gründen sowohl das Onlinegeschäft als auch die Spielsparte mit fixen Quoten nach Gibraltar. Bis im Jahre 2007 ein UK-weites Werbeverbot für nicht im Europäischen Wirtschaftsraum angesiedelte Unternehmen verhängt wurde, war der Onlinesektor in der Steueroase auf den Niederländischen Antillen beheimatet.
Nach nur zwei Jahren zog sich William Hill 2008 aus dem italienischen Markt zurück. Eine Fehlinvestition, die das Unternehmen eine Million Pfund kosten sollte. Das spanische Joint Venture fand im Januar 2010 sein Ende, als das Partnerunternehmen Codere den 50%-Anteil von William Hill für nur einen einzigen Euro übernahm. Und das, nachdem beide Beteiligten zu Beginn der Zusammenarbeit im April 2008 zehn Millionen Pfund investiert hatten. Das Joint Venture brachte William Hill 2008 Verluste in Höhe von 11,6 Millionen Pfund ein, gefolgt von weiteren 9,3 Millionen Pfund im Jahre 2009.
Im Juni 2012 expandierte William Hill nach Nevada – der einzige US-Bundesstaat, der Sportwetten in vollem Umfang zulässt – und übernahm dort drei Sportwettenanbieter im Gesamtwert von 53 Millionen Pfund: Lucky's, Leroy's sowie die Ableger von Club Cal Neva. Obwohl nach dem Vertragsabschluss 55 Prozent der Wettbüros im Bundesstaat unter der Kontrolle von William Hill standen, belief sich der Umsatzanteil lediglich auf 11 Prozent. Alle drei Ketten wurden umbenannt und vollständig unter dem Markendach William Hill integriert.

## Sponsoring
Infolge der Streitigkeiten mit TurfTV über diverse Pferderennstrecken drohte William Hill 2007 mit seinem Ausscheiden als Sponsor zahlreicher Pferderennen. William Hill, der schärfste Kritiker von TurfTV, musste bei diesem Streit schließlich eine beschämende Niederlage einstecken und den Sender im Januar 2008 selbst abonnieren.
Im August 2009 erschien das William-Hill-Logo als Sponsor des FC Málaga auf den Trikots des spanischen La Liga-Fußballvereins.
Darüber hinaus sponsert das Unternehmen die alljährliche Preisverleihung zum „William Hill Buchmacher des Jahres“. Die Auszeichnung wird seit 1989 für "exzellente Sportberichterstattung" verliehen. 2006 wurde eine weitere Preisverleihung für irische Sportreporter mit dem Namen „William Hill Irischer Buchmacher des Jahres“ ins Leben gerufen.
2010 trat William Hill bei den Unterhauswahlen als Hauptsponsor der britischen Partei Official Monster Raving Loony Party in Erscheinung. In den Jahren 2011 und 2012 übernahm William Hill außerdem das Hauptsponsoring bei der UK Championship (Snooker) sowie beim Grand Slam of Darts und war Namensgeber der William Hill PDC World Darts Championship. Im Januar 2022 wurde bekannt gegeben, dass William Hill ab 2022 nicht mehr als Namensgeber für PDC-Veranstaltungen fungiert.

## Marketing
Im Mai 2008 verbot die britische Werbeaufsicht Advertising Standards Authority (ASA) William Hill die Ausstrahlung eines Fernsehwerbespots 'aufgrund der billigenden Inkaufnahme sozial unverantwortlichen Glücksspielverhaltens'.
Im Oktober 2009 wurde das Verbot auf ein Plakat und eine landesweit geschaltete Anzeige ausgedehnt, die '100£ GRATIS WETTEN' in Aussicht stellten. Die Werbung wurde als 'irreführend' eingestuft und stand damit in Bezug auf den 'Wahrheitsgehalt' nicht im Einklang mit dem vom Committee of Advertising Practice herausgegebenen Kodex.
Im März 2010 forderte die ASA die Rücknahme des Werbeslogans 'William Hill beste Preise FAKT', da auch dieser dem Kodex des Committee of Advertising Practice in den Punkten 'Fundiertheit', 'Wahrheitsgehalt' und 'Aufrichtigkeit' nicht gerecht werden konnte.
Im September 2011 untermalte William Hill einen TV-Werbespot mit der im Jahre 2005 vom englischen DJ Switch veröffentlichten Single "A Bit Patchy".
Im Dezember 2012 wurden die Werbeslogans "Beste Preise für beste Pferde" und "Beste Preise für beste Mannschaften" von der ASA verboten, da auch diese in Bezug auf 'irreführende Werbung', 'Fundiertheit' und 'Vergleiche' nicht im Einklang mit dem Kodex des Committee of Advertising Practice standen. Ebenfalls als irreführend eingestuft und damit von der ASA verboten wurde der Slogan "Garantiert beste Quoten".

## Kritik
Wissenschaftliche Artikel, die sich mit der Möglichkeit auseinandersetzen, über abweichende Wettquoten Gewinne zu erzielen, heben hervor, dass William Hill Konten sperrt oder Einsätze limitiert, wenn William Hill den Eindruck erhält, dass ein Spieler versucht, über Arbitrage-Wetten Gewinne zu erzielen.